# Marie Dähnhardt
Marie Dähnhardt (1818-1902) fue una intelectual alemana, hija de un boticario, suffragette avant la lettre, y por un tiempo participante del grupo de debate Die Freien de Berlín en la primera mitad de la década de 1840. También llamada Marie Schmidt durante su breve matrimonio con Johann Kaspar Schmidt (más conocido como Max Stirner) (1843-1846), hecho por el que es más conocida.
En el grupo Die Freien conoce a algunos pensadores de la época, como Karl Marx, Bruno Bauer, Friedrich Engels, Ludwig Feuerbach o Max Stirner, con quien se casa en 1843, intentando mantener una relación basada en el modelo de la escritora George Sand. Dähnhardt era conocida en este grupo por su considerable herencia y su predisposición a sostener al grupo durante sus jornadas bohemias, mientras duró su matrimonio con Stirner este malgastó gran parte de la herencia de Dähnhardt.
Tras su separación de Stirner en 1846 se instala en Londres y en 1852 se muda a Australia, años después regresará a Londres y se convierte al catolicismo retirándose a vivir a una pequeña comunidad católica. Muchos años después, allí la encontrará el primer biógrafo de Stirner, John Henry Mackay, tratará de entrevistarla, rechazando ella hablar de su exmarido. Sin embargo Dähnhardt luego le escribirá una breve carta a Mackay indicando que "Stirner era un hombre muy tramposo a quien ella no había respetado ni amado, y afirmaba que su relación había sido más una cohabitación que un matrimonio". Muere en Londres, Reino Unido en 1902.